# Этнонимика
Этнонимика (от греч. έθνος «племя, народ» + др.-греч. ὄνυμα «имя, название») — часть ономастики, занимающаяся этнонимами.

## Область исследования
Этнонимика имеет весьма важное значение при проведении этнографических и исторических исследований -как при образовании этнических единиц(так как имя является первостепенным признаком общности, рода или племени, указывающего на то, что эта этническая группа выделяет себя из числа других этнических образований), так и при определении их расселений и миграций, завоеваний, смешений и взаимных влияний.
Этнонимика изучает не только самоназвания, но и те имена и названия, данные какой — либо этнической группе другими народами. Она используется также для реконструкции исторических событий, так как в этнонимах сохраняются названия уже исчезнувших народов.
В появившихся во второй половине XX столетия молодых государствах Азии и Африки этнонимика имеет и прикладное значение, используясь для восстановления исторических самоназваний народов, освободившихся от колониальной зависимости. Изучение этнонимов осложняется тем, что нередко одно и то же этническое наименование означает несколько различных народов, а для обозначения одного и того же народа существует по нескольку названий.

## Сложности
Подход этнонимического исследования должен учитывать многозначность определённых имён и полионимию определенных групп.